# Resurrección (novela)
Resurrección (en ruso, Воскресение, Voskreséniye) es una novela de León Tolstói publicada por primera vez en 1899. Fue la última suya que apareció durante su vida. Tolstói la fue publicando inicialmente en la revista literaria Niva, recaudando dinero para los dujobori. El propósito de Tostói era que la novela fuera una perspectiva panorámica de Rusia a finales del siglo XIX de los niveles más altos a los más bajos de la sociedad y como una exposición de la injusticia de las leyes hechas por manos humanas y la hipocresía de la iglesia institucionalizada. La novela explora también la filosofía económica del georgismo, de la que Tolstói se había convertido en un enérgico defensor hacia el final de su vida, y explica la teoría en detalle. La publicación de Resurreción condujo a la excomunión de Tolstói por parte del Santísimo Sínodo de la Iglesia ortodoxa rusa en 1901.

## Composición
El tema de la nueva novela lo obtuvo Tolstói de boca de su amigo el jurista Anatoly Koni. Koni le contó a Tolstói la historia de un hombre que había acudido a él en busca de ayuda legal. En su juventud, este hombre había seducido a una bonita huérfana de dieciséis años que, al morir sus padres, había sido acogida en casa de un pariente del joven. Una vez que su benefactora observó el estado de embarazo de la muchacha, la echó de allí. Abandonada por el hombre que la sedujo, la muchacha, tras desesperados intentos de ganarse honradamente la vida, se hizo prostituta. Sorprendida robando dinero a uno de sus «invitados» borrachos en un burdel, la chica fue detenida. Por casualidades del destino, un miembro del jurado que juzgó el caso resultó ser el hombre que la había seducido. Despertada así la conciencia del hombre ante la injusticia de su comportamiento, decidió casarse con la chica, que fue condenada a cuatro meses de cárcel. Koni concluyó su relato contando que la pareja de hecho se casó, pero poco después de expirar su condena, la chica murió de tifus. 
Tolstói se sintió conmovido por el relato de Koni, en parte porque era similar a un incidente de su propia vida. Poco antes de morir, le contó a su biógrafo dos seducciones en su vida que nunca pudo olvidar: «La segunda fue el crimen que cometí con la criada Masha en casa de mi tía. Era virgen. La seduje y fue despedida y pereció». Sin embargo, en realidad, como afirma el escritor Pavel Basinsky, la mujer trabajó más adelante en casa de la hermana de Tolstói.
En agosto de 1898, tras muchas deliberaciones y consultas con sus colegas, Tolstói decidió terminar rápidamente la novela, registrar sus derechos de autor y venderla para ayudar a la emigración de perseguidos pacifistas cristianos dujobory de Rusia a Canadá. La terminó en diciembre de 1899.
El libro debía publicarse en serie simultáneamente en Rusia, Alemania, Francia, Inglaterra y Estados Unidos, para recaudar fondos rápidamente y darle tiempo a Tolstói de terminar la historia, pero se retrasó debido a «dificultades» contractuales que obligaban a censurar y acortar algunas partes.  Apareció en la popular revista semanal rusa Niva, ilustrada por Leonid Pasternak, y en la revista mensual estadounidense The Cosmopolitan con el título The Awakening (lit., El despertar). Muchos editores imprimieron sus propias ediciones porque suponían que Tolstói había renunciado a todos los derechos de autor, como había hecho con libros anteriores. El texto completo no se publicó en Rusia hasta 1936, y en inglés en 1938.
La contribución de Tolstoi de 34.200 rublos a la difícil situación de los dujobory (aproximadamente 17.000 dólares) fue reconocida varias veces en agradecimiento y ayuda a la finca de Tolstói «Yásnaia Poliana» por los descendientes de los dujobory en Canadá.
Uno de los personajes, Toporov, es una evidente caricatura de Konstantín Pobedonóstsev, para entonces Procurador en Jefe del Santísimo Sínodo.

## Resumen

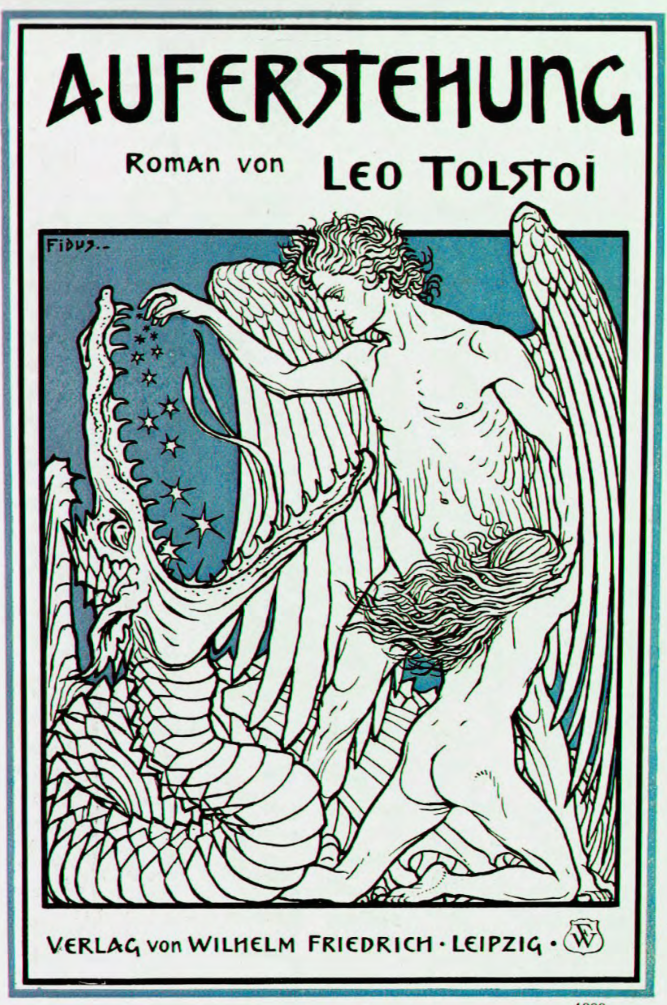
Portada de una edición alemana de 1900

La historia trata sobre un noble llamado Dmitri Ivanovich Nekhlyudov, que busca redención por un pecado cometido años antes. Cuando era más joven, en la finca de sus dos tías, se enamoró de su pupila, Katyusha (Katerina Mikhailovna Maslova), que es ahijada de una tía y maltratada por la otra. Sin embargo, después de ir a la ciudad y corromperse por la bebida y el juego, regresa dos años después a la finca de sus tías y agrede sexualmente a Katyusha, dejándola embarazada. Luego, su tía la echa de casa y la mujer comienza a enfrentar una serie de eventos desafortunados y desagradables, antes de que termine trabajando como prostituta, usando su apellido, Maslova.
Diez años después, Nekhlyudov forma parte de un jurado que condena a la muchacha, Maslova, a prisión en Siberia por asesinato (envenenar a un cliente que la golpeó, un crimen del que ella es inocente). El libro narra los intentos de Nehklyudv de ayudarla en la práctica, pero se centra en su lucha personal, mental y moral. Va a visitarla a la cárcel, conoce a otros prisioneros, escucha sus historias y poco a poco se da cuenta de que debajo de su mundo aristocrático dorado, aunque invisible para él, hay un mundo mucho más grande de crueldad, injusticia y sufrimiento. Historia tras historia, escucha e incluso ve a personas encadenadas sin causa, golpeadas sin causa, encerradas en mazmorras de por vida sin causa, y a un niño de doce años durmiendo en un lago de excrementos humanos de una letrina desbordada porque no hay otro lugar en el suelo de la prisión, sino aferrado en una vana búsqueda de amor a la pierna del hombre que está a su lado, hasta que el libro alcanza la extraña intensidad de un horrible sueño febril.
Nekhlyudov decide renunciar a sus propiedades y cederlas a sus campesinos, dejándolos que discutan sobre las diferentes formas en que pueden organizar la finca, y sigue a Katyusha al exilio, planeando casarse con ella. En su largo viaje a Siberia, ella se enamora de otro hombre, y Nekhlyudov le da su bendición, eligiendo seguir viviendo como parte de la comunidad penal, buscando la redención.

## Recepción y censura
Fue vivamente esperada y tuvo mucho éxito en su publicación, aunque más tarde no ha logrado la notoriedad que sus predecesoras. Algunos críticos tacharon muchos de sus personajes de monodimensionales y acusaron a Tolstói de no ahondar mucho en detalles.
La novela fue muy censurada además y no se editó completa hasta 1936. En el capítulo XXI del libro dos, menciona la homosexualidad considerada delito en Rusia.

## Adaptaciones
La novela se ha adaptado a óperas de autores como Franco Alfano, Ján Cikker o Tod Machover y al cine con películas como Resurrection (1927) de Edwin Carewe, la de Samuel Goldwyn y Rouben Mamoulian Vivamos de nuevo (1934) o la de Mijaíl Schweitzer en 1960. La última es quizá la de los hermanos Paolo y Vittorio Taviani para la televisión: Resurrezione (2001).

## Enlaces
- Wikiquote alberga frases célebres de o sobre Resurrección (novela).